# Agnes von Hohenberg
Agnes von Hohenberg, Herzogin von Teck († 5. Juni 1366), war eine Tochter des Grafen Rudolf II. von Hohenberg und heiratete 1349 Herzog Konrad IV. von Teck.

## Leben
Agnes war eine Tochter von Graf Rudolf II. von Hohenberg († Dezember 1389), der ein Sohn des Hugo von Hohenberg und Neffe des Fürstbischofs Albert II. von Hohenberg sowie des Rudolf von Hohenberg war, der als Alkoholiker im Jahr vor dem Tod seines Vaters Graf Rudolf I. von Hohenberg († 1336) starb. Ihre Mutter war Margarete von Nassau († 1370), eine Tochter des Grafen Emicho I. von Nassau-Hadamar, eines Vetters des Königs Adolf von Nassau.
Am 10. Juni 1352 verpflichtete sie sich, zusammen mit ihrem Mann Konrad IV. von Teck und dessen Vetter Friedrich III. von Teck mehrere Burgen des Markgrafen zu Brandenburg, darunter die Festen Ehrenberg, Rodenegg, Sarnthein, Stein am Ritten, Markt Mühlbach im Pustertal (Südtirol) und Kastelruth offen zu halten.
Am 4. September 1352 wurde ihr Ehemann Herzog Konrad IV. von Teck in München ermordet.
Noch 1356 schuldete ihr Herzog Friedrich III. von Teck 5.000 fl (Gulden), sie bestätigte jedoch im selben Jahr, dass sie zwei Jahresraten über je 3.000 fl erhalten habe.
Agnes von Hohenberg verstarb am 5. Juni 1366 und wurde in der Stiftskirche St. Moriz in Rottenburg-Ehingen bestattet.
Gemäß dem Seelbuch des Stiftes Rottenburg wurde ihr und Herzog Konrads Anniversarium jeweils am 5. Juni begangen, im Karmeliterkloster Rottenburg jedoch am 3. Juni.
Agnes war mit ihrer Mutter Stifterin der St. Ursulapfrunde in Ehingen. Ihr Vater, der regierende Graf Rudolf II., war nach Agnes’ Tod ohne Nachkommen. Er verkaufte 1381 unter Übergehung seiner Vettern Rudolf und Heinrich von Hohenberg, die betrügerisch bereits ihren Erbteil an das Haus Württemberg verkauft hatten, seine Grafschaft für 66.000 fl. an Herzog Leopold III. von Habsburg, den Urenkel von König Rudolf von Habsburg und der Gertrud von Hohenberg. Fortan wurde Agnes’ Vater nicht mehr Graf, sondern nur noch Landeshauptmann der Grafschaft Hohenberg genannt. Er starb 1389 und wurde wie seine Tochter und seine Frau in der Stiftskirche St. Moritz beigesetzt.

## Ehe und Nachkommen
Agnes war mit Herzog Konrad IV. von Teck verheiratet. Sie hatten keine Nachkommen.